# Koksownia Radlin
Koksownia Radlin – koksownia należąca do JSW KOKS S.A. Oddział Radlin, będącego częścią grupy kapitałowej JSW. Jest trzecią koksownią w Polsce pod względem rocznej produkcji koksu. Położona w Radlinie koło Wodzisławia Śląskiego.

## Historia
Zakład powstał w 1911 r. jako oddział Kopalni Węgla Kamiennego „Emma”, uruchomiono wtedy dwie baterie 45-komorowe, szamotowe typu Otto – Hoffman I i II o łącznej mocy 40 tys. ton rocznie. W 1913 r. wybudowano baterie III, typ Koppers, była ona szamotowa i opalana bocznie z produkcją 7 ton koksu z komory. W 1920 r. koksownia usamodzielniła się zachowując nazwę „Koksownia Kopalni Emma”. W 1951 r. przekształcona w przedsiębiorstwo państwowe zmieniła nazwę na „Zakład Koksochemiczny Radlin”. Baterię II rozebrano w 1953 r., a I w 1957 r. Trzecią baterie wycofano w 1966 r. Dwa lata później uruchomiono baterię IV, krzemionkową typu Collin. Dwie następne baterie nr V i VI wybudowano w latach 1928/29. Były to baterie krzemionkowe, typu Otto. W 1938 r. na roczną zdolność produkcyjną wszystkich baterii w Polsce wynoszącą ok. 2,3 mln ton, koksownia w Radlinie produkowała 540 tysięcy ton koksu. W latach 1952–1953 zmodernizowano baterie IV, V i VI, oraz wybudowano nową węglownię.
W 1966 r. wybudowano baterię typu PTU-57 o 56 komorach. Jako ostatnią wyłączono w 1981 r. baterię nr V. Wybudowanie instalacji odsiarczania gazu w Koksowni „Radlin” pozwoliło na eliminację dwutlenku siarki z kominów baterii koksowniczych w ilości ok. 80 – 90%. Uruchomienie w 1995 r. biologicznej oczyszczalni ścieków pozwoliło na zamknięcie wszystkich obiegów wodnych w zakładzie. W latach 1975–1997 zakład nosił nazwę „Koksownia Radlin w Wodzisławiu Śląskim”.
Dzisiaj Koksownia „Radlin” eksploatuje dwie baterie koksownicze typu PTU – 57 oraz posiada jedną z najnowocześniejszych w Europie instalacji do odsiarczania gazu koksowniczego. W Koksowni Radlin produkowany jest wysokiej jakości koks wielkopiecowy i odlewniczy. Odbiorcą tego koksu jest hutnictwo żelaza i stali w Europie Zachodniej i Środkowej (np. w Austrii).
Obecne zdolności koksowni to 750 tys. ton koksu oraz 12 tys. ton benzolu rocznie. W połowie 2015 r. produkcja w zakładzie prowadzona była na poziomie 700–750 tys. ton koksu na rok, a zakład wykorzystuje praktycznie całą zdolność produkcyjną.
W 2011 r. kombinat przejęła Jastrzębska Spółka Węglowa.
Koksownia w 2015 r. zatrudniała 233 pracowników, a ze spółkami zależnymi ok. 400 osób.